# ملیسا آوف در مائور
ملیسا آوف در مائور (انگلیسی: Melissa Gaboriau Auf der Maur؛ زادهٔ ۱۷ مارس ۱۹۷۲) موسیقی‌دان اهل کانادا است. وی از سال ۱۹۹۳ میلادی تاکنون مشغول فعالیت بوده‌است.